# Giovanni Battista Jurileo
Giovanni Battista Jurileo o Giurileo (in croato: Ivan Krstitelj Jurileo, in latino: Iohannes Baptista Iurileus; Traù, 7 marzo 1711 – Zara, prima del 18 novembre 1788) è stato un vescovo cattolico dalmata.

## Biografia
Nativo di Traù, nella Repubblica di Venezia, studiò e si laureò in filosofia e teologia nel 1735 a Roma presso il Pontificio Collegio Urbano. Ordinato sacerdote, tornò a Traù, dove divenne canonico della cattedrale di San Lorenzo, incarico che mantenne per quasi trent'anni.
Nel 1765 fu scelto da papa Clemente XIII come nuovo vescovo di Arbe, ricevendo la consacrazione episcopale il 15 dicembre dello stesso anno dalle mani del cardinale Ferdinando Maria de' Rossi, co-consacranti gli arcivescovi Domenico Giordani e Giovanni Lercari. Rimase nell'isola quarnerina fino al 1771, quando papa Clemente XIV lo trasferì alla diocesi di Nona. Nel 1782 riuscì a ottenere la restituzione alla città di Nona delle reliquie che erano state trasferite a Zara nel 1573 per metterle al sicuro dalle distruzioni delle guerre turco-veneziane.
Morì a Zara nel 1788 in data non nota, ma antecedente al 18 novembre. Fu seppellito nella cattedrale di Sant'Anastasia nella tomba dell'arcivescovo Lorenzo Venier.

## Genealogia episcopale
La genealogia episcopale è:
- Cardinale Scipione Rebiba
- Cardinale Giulio Antonio Santori
- Cardinale Girolamo Bernerio, O.P.
- Arcivescovo Galeazzo Sanvitale
- Cardinale Ludovico Ludovisi
- Cardinale Luigi Caetani
- Cardinale Ulderico Carpegna
- Cardinale Paluzzo Paluzzi Altieri degli Albertoni
- Cardinale Flavio Chigi
- Papa Clemente XII
- Cardinale Giovanni Antonio Guadagni, O.C.D.
- Cardinale Ferdinando Maria de' Rossi
- Vescovo Giovanni Battista Jurileo